# میزینتو
میزینتو (به ایتالیایی: Misinto) یک کومونه در ایتالیا است که در استان مونتزا و بریانتزا واقع شده‌است.

## خصوصیات
میزینتو ۵٫۱ کیلومترمربع مساحت و ۵٬۰۷۸ نفر جمعیت دارد و ۲۵۰ متر بالاتر از سطح دریا واقع شده‌است.